# 五島百花
五島百花（ごしま ももか、1999年5月11日 - ）は、日本の女優。
滋賀県出身。元スターダストプロモーション所属。

## 人物
趣味は 少女漫画を読むこと、自転車競技（ロード・トラック）観戦。
特技は 花のイラストを描くこと、ジャズダンス（11歳～13歳）、日舞（18歳～）関西弁。

## 出演

### 映画
- 「恋と嘘」-（2017年10月14日）桜 役

- 「うせもの」-（2019年7月18日）峯岸優香 役

### 舞台
- 「ザ・カオスウェストサーカス」（2017年11月11日）

- 「キレイー神様と待ち合わせした女ー」（2019年12月4日 - 12月29日／Bunkamuraシアターコクーン、2020年1月13日 - 1月19日／博多座、  1月25日 - 2月2日／フェスティバルホール）- アイダ 役
- 「体育教師たちの憂鬱」（2020年4月3日- 4月19日／シアタートラム）- バスケ部キャプテン 役　※公演中止

### テレビドラマ
- 幸色のワンルーム（2018年7月8日 - 、ABCテレビ）
- ぬけまいる（2018年10月27日 - 、NHK）
- 不要不急の銀河（2020年7月23日 - 、NHK）
- 家政夫のミタゾノ 最終話（2020年7月24日、テレビ朝日）- 矢沢ひとみ 役
- ルパンの娘 第2話（2020年10月22日、フジテレビ）
- アプリで恋する20の条件（2021年1月10日、日本テレビ）- エリ  役
- ナイルパーチの女子会 第2話・3話・5話・6話（2021年2月6日・13日・27日・3月6日、BSテレ東） - 志村栄利子（高校生時代）役
- カラフラブル～ジェンダーレス男子に愛されています。～（2021年4月1日 - 6月3日、読売テレビ・日本テレビ） - 渡辺春菜 役[2][3]
- ハコヅメ〜たたかう！交番女子〜 特別編 第1話・第5話（2021年8月4日・18日、日本テレビ） - 千佳 役
- 正直不動産 第1話・第2話・第4話・第7話・第9話（2022年4月5日・12日・26日・5月17日・31日、NHK） - 松田亜衣 役
  - 正直不動産スペシャル（2024年1月3日、NHK）[4]
  - 正直不動産2（2024年1月9日 - 3月12日、NHK）[4]

### バラエティ
- 「痛快TVスカッとジャパン」《ファミリースカッと》（2020年1月27日 - フジテレビ）- 川邉乃亜 役
- 「痛快TVスカッとジャパン」《胸キュンスカッと》（2020年9月7日 - フジテレビ） - 桜木愛理 役
- 「痛快TVスカッとジャパン」《胸キュンスカッと》（2020年12月7日 - フジテレビ）- 柳澤美織 役
- 「キスマイ超BUSAIKU！？」（2021年1月14日 - フジテレビ）- マイコ 役
- 「痛快TVスカッとジャパン」《胸キュンスカッと》（2021年1月18日 - フジテレビ）- 河本晴香 役

### CM
- 三井不動産「ららぽーと名古屋みなとアクルス」（2018年7月1日 - ）
- 17LIVE「Official Brand Movie」（2020年9月30日 - ）

### WEB
- ヤンマガWeb「五島百花、グラから見るか？エモから見るか？」（2020年7月14日）
- ヤンマガWeb「五島百花、再登場01、グラから見るか？エモから見るか？」（2020年12月16日）
- ヤンマガWeb「五島百花、再登場02、グラから見るか？エモから見るか？」（2020年12月23日）
- ヤンマガWeb「五島百花、再登場03、グラから見るか？エモから見るか？」（2020年12月30日）
- ヤンマガWeb「五島百花、再登場04、グラから見るか？エモから見るか？」（2021年1月6日）